# 马氏毛粒蟹
马氏毛粒蟹（学名：Pilumnopeus makiana）为扇蟹科毛粒蟹属的动物。分布于日本、台湾岛以及中国大陆的福建、山东、辽东半岛等地，生活环境为海水，一般栖息于高潮线与低潮之间的石块下或石缝间以及或有泥、草的水底。